# 小野朝直
小野 朝直（おの ともなお）は、戦国時代の武将。遠江国引佐郡井伊谷の人。

## 人物
遠江国引佐郡井伊谷を治める井伊直盛の家老を務めた小野政直の子。小野道好の弟。父と兄は家老でありながら井伊家を裏切った奸臣として知られるが、朝直は生涯井伊家につく。井伊直親の正室と同じく、奥山朝利の娘と結婚した。後に子・亥之助（朝之）が誕生した。1560年（永禄3年）、井伊家の当時の主家である今川家の尾張侵攻に従軍するが、桶狭間の戦いで井伊直盛らとともに討死した。

## 登場する作品
- おんな城主 直虎（2017年、NHK大河ドラマ、演：井上芳雄）